# Jurrian van Dongen
Jurrian van Dongen (Harderwijk, 16 september 1973) is een Nederlands script- en liedauteur, vertaler, regisseur en radiopresentator. Hij studeerde in 1997 af aan de Kleinkunstacademie in Amsterdam. Sindsdien schreef hij liedteksten voor onder anderen Jenny Arean, Lenette van Dongen, Karin Bloemen en Wende Snijders, en scripts en liedteksten voor vele andere Nederlandse producties. In 2009 regisseerde en vertaalde hij de musical Urinetown in het M-Lab in Amsterdam. Voor de vertaling en bewerking won hij een John Kraaijkamp Musical Award. Hij presenteerde en regisseerde de radioprogramma's over kleinkunst als Podium (NPS, 1999-2002) en Uitgelicht (VARA, 2003, 2004).
Sinds 1997 is Van Dongen werkzaam op de redactie van Het Klokhuis. Daarnaast is hij als docent verbonden aan de Theaterschool in Amsterdam, het Fontys Conservatorium in Tilburg en de Koningstheateracademie in Den Bosch. In 1996 won hij met het lied Halleluja Amen de Annie M.G. Schmidtprijs voor het beste Nederlandstalige theaterlied van dat seizoen. Ook kreeg hij de Annie M. G. Schmidtprijs 2019 voor zijn lied Gewoon Opnieuw, afkomstig uit de voorstelling Showponies II van Alex Klaasen.
In 2021 werd de eerste Willem Wilminkpublieksprijs aan hem toegekend voor het lied Ziekenhuis. In 2022 kreeg hij de juryprijs van de Willem Wilminkprijs voor het lied Give me some skin en in 2023 dezelfde prijs voor Een soort van.  
- International Standard Name Identifier: 0000 0001 3052 0742
- MusicBrainz: 24e103c9-edff-4466-909b-0484b995523c
- Nationale Bibliotheek van Tsjechië: jo2015861867
- Nederlandse Thesaurus van Auteursnamen: 340472286
- Virtual International Authority File: 315197958